# David Tushingham
David Tushingham ist ein englischer Dramaturg.

## Leben
Tushingham wuchs in Newcastle upon Tyne auf. Er studierte Anglistik an der Universität Oxford und arbeitet seither als freier Dramaturg, Festivalkurator und Übersetzer in Großbritannien und den USA, in Österreich und Deutschland. Im deutschsprachigen Raum arbeitete er unter anderem für die Salzburger Festspiele und die Wiener Festwochen, das Staatstheater Stuttgart, das Deutsche Schauspielhaus in Hamburg sowie die Festivals Impulse und Theaterformen, Theater der Welt und Ruhrtriennale. 
Als die österreichische Stadt Linz im Jahr 2009 als Kulturhauptstadt Europas fungierte, verantwortete er das gesamte interdisziplinäre Programm der Darstellenden Künste. Bei den Salzburger Festspielen unterstützte er als Produktionsdramaturg 2013 die Regisseure Brian Mertes und Julian Crouch bei ihrer Neuinszenierung des Hofmannsthal'schen Jedermann. Im folgenden Jahr wirkte er in Salzburg an der Produktion 36.566 Tage, einer Koproduktion mit der Universität Mozarteum Salzburg im Rahmen des Young Directors Project der Festspiele, mit. Diese Inszenierung befasste sich mit dem Ausbruch des Ersten Weltkriegs vor hundert Jahren. Im englischsprachigen Raum ist Tushingham vor allem als Übersetzer deutscher Theaterautoren bekannt. Er übertrug Theaterstücke von David Gieselmann, Dea Loher, Falk Richter und Roland Schimmelpfennig. Seine Bühnenbearbeitung von Salman Rushdies Harun und das Meer der Geschichten wurde am National Theatre in London uraufgeführt und wird seither weltweit gespielt.

## Auszeichnungen
- 2023: Preis der Autorenstiftung, Frankfurt am Main[1]

## Belege
1. ↑  Autorenstiftung zeichnet Übersetzer:innen aus, nachtkritik.de, erschienen und abgerufen am 12. April 2023

| Personendaten    | Personendaten                       |
| ---------------- | ----------------------------------- |
| NAME             | Tushingham, David                   |
| KURZBESCHREIBUNG | englischer Dramaturg und Übersetzer |
| GEBURTSDATUM     | 20. Jahrhundert                     |
| GEBURTSORT       | England                             |